# Gwagnin
Gwagnin (Guagnin) – polski herb szlachecki z indygenatu.

## Opis herbu
Opis z wykorzystaniem zasad blazonowania, zaproponowanych przez Alfreda Znamierowskiego:

Na tarczy dwudzielnej w pas, z polem górnym w słup, w polu pierwszym, złotym, orzeł dwugłowy, czarny, ukoronowany; w polu drugim, czerwonym, orzeł srebrny, ukoronowany, z monogramem "SA" złotym na piersi; pole trzecie dzielone w skos, w polu górnym, srebrnym jeż, dolne czerwone. Herb posiada dwa hełmy w koronach. Klejnot prawy - gryf srebrny w lewo, trzymający miecz w lewej łapie, klejnot lewy - satyr od pasa z maczugą na ramieniu. Labry czerwone, podbite srebrem.

Juliusz Karol Ostrowski zamieszcza nieco inny wizerunek herbu, w którym w polu górnym jest tylko orzeł dwugłowy, zaś orzeł srebrny jest w dolnym polu czerwonym. Brak jest dwóch hełmów, klejnoty umieszczone na jednej koronie, zwrócone od siebie. Józef Szymański natomiast podaje jeża złotego w skos, oraz klejnoty w odwrotnej kolejności.

## Najwcześniejsze wzmianki
Zatwierdzony indygenatem 17 lipca 1571 Aleksandrowi Gwagninowi, rotmistrzowi królewskiemu. Herb powstał przez dodanie do herbów: cesarskiego i rodowego herbu Polski z monogramem Zygmunta Augusta.

## Herbowni
Ponieważ był to herb własny, prawo do jego używania miała tylko jedna rodzina herbownych:
Guagnin (Gwagnin).